# Міжштатна автомагістраль 90
Міжштатна автомагістраль 90 (Interstate 90, I-90) — найдовша швидкісна міжштатна автомагістраль у системі міжтатних автомагістралей США, чия довжина становить 4990,78 км; найпівнічніша автомагістраль від узбережжя до узбережжя, що йде паралельно до автошляху США 20 більшу частину. Починається на заході у Сієтлі, штат Вашингтон, на Едгар Мартінез Драйв Пд. (англ. Edgar Martinez Drive S.) поблизу стадіонів Safeco Field та CenturyLink Field та закінчується у Бостоні, штат Массачусетс, біля Route 1A поблизу від Міжнародного аеропорту Логана. Interstate 90 перетинає Континентальний американський вододіл через Homestake Pass на сході від Б'ют, Монтана.